# Smirnowo (Kaliningrad)
Smirnowo (russisch Смирново, deutsch Kiauten, Domäne / Kiauten, Eisenmühle, 1928–1938 Kiauten, 1938–1945 Zellmühle) ist ein Ort im Südosten der russischen Oblast Kaliningrad. Er gehört zur kommunalen Selbstverwaltungseinheit Munizipalkreis Osjorsk im Rajon Osjorsk.

## Geographische Lage
Smirnowo liegt am Nordwestrand der Rominter Heide am osero Doroschnoje (Kiautener Teich/Zellmühler Teich) an der Regionalstraße 27A-011 (ehemalige deutsche Reichsstraße 132), welche die Stadt Gussew (Gumbinnen) mit Olchowatka (Walterkehmen/Großwaltersdorf) und dem russisch-polnischen Grenzübergang nördlich von Gołdap (Goldap) verbindet. In Smirnowo endet die Kommunalstraße 27K-279 von Karamyschewo (Pabbeln/Schardingen) Die nächste Bahnstation Krasnolessje ((Groß) Rominten/Hardteck) ist fünf Kilometer entfernt und liegt an der Bahnstrecke Nesterow–Gołdap, welche im Personenverkehr nicht mehr betrieben wird.

## Geschichte
Am 18. Juli 1874 wurde von elf Landgemeinden bzw. Gutsbezirken, darunter auch Kiauten, Domäne und die später zu Kiauten gehörende Gemeinde Eisenmühle, der Amtsbezirk Rominten (1938–1946 Hardteck, russisch: Krasnolessje) gebildet. Im Jahr 1910 wurden im Gutsbezirk Domäne Kiauten 168 Einwohner, in der Gemeinde Kiauten, Eisenhütte 229 Einwohner gezählt.
Am 30. September 1928 erfolgte der Zusammenschluss des Gutsbezirks Kiauten und der Gemeinde Kiauten, Eisenmühle zur neuen Landgemeinde Kiauten, die 495 Einwohner im Jahr 1933 und 607 Einwohner im Mai 1939 hatte.
Am 3. Juli 1938 – mit amtlicher Bestätigung vom 16. Juli 1938 – wurde Kiauten im Zuge der nationalsozialistischen Umbenennungsaktion in „Zellmühle“ umbenannt. Ein Jahr später erhielt auch der Amtsbezirk den neuen Namen „Amtsbezirk Hardteck“, der aber im Landkreis Goldap im Regierungsbezirk Gumbinnen der preußischen Provinz Ostpreußen verblieb. Ihm gehörte Zellmühle mit acht weiteren Gemeinden noch bis 1945 an.
Im Januar 1945 wurde der Ort von der Roten Armee besetzt. Die neue Polnische Provisorische Regierung ging zunächst davon aus, dass er mit dem gesamten Kreis Goldap unter ihre Verwaltung fallen würde. Im Potsdamer Abkommen (Artikel VI) von August 1945 wurde die neue sowjetisch-polnische Grenze aber unabhängig von den alten Kreisgrenzen anvisiert, wodurch der Ort unter sowjetische Verwaltung kam. Die polnische Umbenennung des Ortes in Skórno im Juli 1947 wurde (vermutlich) nicht mehr wirksam. Im Jahr 1950 erhielt der Ort den russischen Namen Smirnowo und wurde dem Dorfsowjet Gawrilowski selski Sowet im Rajon Osjorsk zugeordnet. Von 2008 bis 2014 gehörte Smirnowo zur Landgemeinde Gawrilowskoje selskoje posselenije, von 2015 bis 2020 zum Stadtkreis Osjorsk und seither zum Munizipalkreis Osjorsk.

## Kirche
Mit seiner überwiegend evangelischen Einwohnerschaft war Kiauten/Zellmühle vor 1945 in das Kirchspiel Rominten (1938–1946 Hardteck, russisch: Krasnolessje) eingepfarrt. Es lag im Kirchenkreis Goldap (heute polnisch: Gołdap) in der Kirchenprovinz Ostpreußen der Kirche der Altpreußischen Union. Letzter deutscher Geistlicher war Pfarrer Alfred Radtke.
Während der Zeit der Sowjetunion war alles kirchliche Leben untersagt. In den 1990er Jahren bildeten sich in der Oblast Kaliningrad zahlreiche neue evangelische Gemeinden, von denen die in Gawrilowo (Gawaiten, 1938–1946 Herzogsrode) Smirnowo am nächstgelegenen ist. Sie ist Teil der Propstei Kaliningrad in der Evangelisch-Lutherischen Kirche Europäisches Russland (ELKER) und wird von den Geistlichen der Salzburger Kirche in Gussew (Gumbinnen) betreut.